# Veterník
Veterník je přírodní rezervace v katastrálním území města Skalica v okrese Skalica v Trnavském kraji na Slovensku. Území bylo vyhlášeno v roce 1983 a jeho rozloha je 18,46 hektaru. Předmětem ochrany jsou zbytky vegetace skalní stepi v západní části Myjavské pahorkatiny s početným výskytem vzácných a ohrožených druhů rostlin.